# نانسي وو
نانسي وو (بالصينية: 胡定欣) هي ممثلة صينية، ولدت في 9 سبتمبر 1981 في هونغ كونغ في الصين.

## وصلات خارجية
- نانسي وو على موقع IMDb (الإنجليزية)